# Opa Gohan
Opa Gohan is een personage uit de manga Dragon Ball en de animeserie Dragon Ball. Ook is hij te zien in een paar flashbacks uit Dragon Ball Z en is te zien in de laatste flashback van Dragon Ball GT.
Opa Gohan is degene die Goku heeft gevonden en opgevoed nadat hij op aarde is geland.
Hij is ook per ongeluk verplettert door Goku toen hij in een aap veranderde.